# La rubia fenómeno
La rubia fenómeno (It Should Happen to You) es una película estadounidense de 1954, del género comedia romántica, dirigida por George Cukor y protagonizada por Judy Holliday, Peter Lawford, Jack Lemmon y Connie Gilchrist. 
Fue nominada a los premios Óscar en la categoría Diseño de vestuario en blanco y negro (Jean Louise). El guion de Garson Kanin estuvo nominado en los premios WGA en la categoría de comedia.
Durante el rodaje llevó por título A Name for Herself.

## Argumento
Una modelo pierde su trabajo, pero casualmente conoce a un director de documentales que se enamora a primera vista de ella y la contrata. Gracias a los pósteres del documental Gladys adquiere notoriedad, por lo que su principal preocupación es encontrar un nombre artístico adecuado, lo que le impide darse cuenta de que el director, Pete está enamorado de ella. Pete se desespera cuando un playboy millonario entra en juego y quiere conquistar a Gladys.

## Otros créditos
- Color: Blanco y negro.
- Dirección artística: John Meehan
- Asistente de dirección: Earl Bellamy
- Sonido: Lodge Cunningham
- Director musical: Morris Stoloff
- Decorados: William Kiernan
- Maquillaje: Clay Campbell (maquillaje) y Hellen Hunt (peluquería).